# ستيفن هنري فيليبس
ستيفن هنري فيليبس (بالإنجليزية: Stephen Henry Phillips)‏ هو محامي وسياسي أمريكي، ولد في 16 أغسطس 1823 في سالم في الولايات المتحدة، وتوفي بنفس المكان في 8 أبريل 1897. حزبياً، نشط في الحزب الجمهوري.